# Autoroute A-30 (Espagne)
Pour les articles homonymes, voir A30.
L'autoroute A-30 appelée aussi Autovia de Murcia est une autoroute qui relie Albacete à Murcie et Cartagène dans la région de Murcie.
Elle double la N-301 de Madrid jusqu'à Cartagène.
Elle permet de rallier Madrid à la région de Murcie. Elle se déconnecte de l'autoroute qui vient de Madrid pour Alicante (A-31) à partir d'Albacete.

## Tracé
- l'A-30 débute au sud de Albacete en se détachant de l'A-31 (Madrid - Alicante) puis elle longe l'Aéroport d'Albacete par l'est.
- 100 km plus loin, à hauteur de Cieza, l'A-33 va se connecter à l'A-30 une fois qu'elle sera construite pour rejoindre Valence et tout le Levant espagnol.
- L'A-30 arrive à Murcie par le nord et où elle vient se connecter à l'A-7 pour faire un court tronc commun avec elle avant de se détacher pour traverser Murcie du nord au sud en desservant les différentes zones de la ville.
- L'autoroute de Murcie croise la MU-30 (Rocade l'agglomération de Murcie) au sud de la ville et encore un peu plus au sud elle va croiser la future MU-31 qui va connecter l'A-30 et l'A-7 au sud-ouest de la ville.
- L'A-30 poursuit son chemin vers le sud où se déconnecte la voie rapide de la région de Murcie RM-19 en direction de San Javier et l'aéroport international de Murcie. Viens ensuite se connecter la RM-2 en provenance d'Alhama de Murcia.
- L'autovia arrive dans l'agglomération de Cartagène en croisant l'AP-7 pour desservir la ville par l'est via l'autoroute urbaine CT-32 qui permet d'accéder à l'est de Cartagène depuis l'A-30 et l'AP-7.

## Sorties
- Échangeur autoroutier entre A-31 et A-30 (en provenance de Madrid) +  1 : Albacete - Valence, Alicante (A-31) - Parador de Albacete
- 4 : Pozohondo - Albacete-sud ( N-301 ) - Parador de Albacete
- 12
- 16 : Chinchilla de Monte-Aragón
- 22 : Pozo Cañada ( N-301 )
- 23 : Pozohondo, Pozo Cañada ( CM-3210 )
- 25 (de et vers Carthagène) : Pozo Cañada ( N-301 )
- 29 : Mercadillos - Campillo del Negro
- 33 : Venta Nueva ( N-301 )
- 37 : El Puerto - Casas de las Monjas
- 44 : Pinilla ( CM-3214 )
- 48 : Tobarra-nord ( N-301 ) - Ontur ( CM-3215 ),  Aire de service Tobarra (Ville étape) (dans les deux sens)
- 52 : Tobarra-sud ( N-301 ),  Aire de service Tobarra (Ville étape) (dans les deux sens)
- 56 : Hellín-nord ( N-301 ) - Almansa ( CM-412 )
- 63 : Hellín-sud ( N-301 )
- 69 : Minateda - Jumilla ( CM-3212 ),  Aire de service Minateda (dans les deux sens)
- 75 : Cancarix - Jumilla - Agramón,  Aire de service Cancarix (dans les deux sens)
- 82
- Passage de la Castille-La Manche à la région de Murcie
- 89/91 : Jumilla - Calasparra - Caravaca de la Cruz ( RM-714 )
- 97 : Ascoy - Mula ( C-330 ),  Aire de service Cieza (dans les deux sens)
- 99/100 et  104/105 (2 échangeurs complets) : Cieza ( N-301 )
- 107 : Abarán
- 110 : Valence (A-33) - Blanca ( RM-553 ),  Aire de service Blanca (dans les deux sens)
- 112  Échangeur autoroutier entre A-30 et A-33 (de et vers Carthagène) : Jumilla, Yecla, Valence (A-33)
- 115/116 : Ulea
- 121 : Archena ( RM-554 ) - Fortuna ( RM-411 )
- 123/124 : Lorquí, Ceutí - Molina de Segura ( N-301 , de et vers Albacete)
- 126 : Zone industrielle La Cañada,  Aire de service La Canada (dans les deux sens)
- 128 : Molina de Segura - Fortuna,  Aire de service Las Salinas (dans les deux sens)
- 130 (de et vers Carthagène) : Molina de Segura-centre
- 134  Échangeur autoroutier entre A-7 et A-30 : Murcie-nord - Centre Commercial de La Nueva Condomina - Alicante (A-7) + section en 2x4 voies jusqu'à  138
- 135 : Molina de Segura ( N-301a ) - Murcie-Av. Juan Carlos I
- 136 (de et vers Carthagène) : Université de Murcie
- 138  Échangeur autoroutier entre A-30 et A-7 : Alcantarilla, Almería, Grenade + section en 2x3 voies jusqu'à  158
- 139/140 : Murcie-nord
- 140/141 : Murcie-centre
- 142 (depuis Carthagène et vers les deux sens) : Murcie-centre
- Pont sur la Segure
- 142/143 : Murcie-centre - Alcantarilla
- 143A (de et vers Albacete) : Aljucer
- 143/144 : Murcie-sud
- 146  Échangeur autoroutier entre A-30 et RM-30 : El Palmar, Alcantarilla (RM-30) - Almería (A-7) - Mula ( RM-15 )
- 148 : El Palmar, La Alberca
- 150 : La Paloma, Nonduermas, El Palmar ( N-301 )
- 151  Échangeur autoroutier entre A-30 et MU-31 (de et vers Carthagène) : Alcantarilla (MU-30) - Almería (A-7)
- Col de la Cadena (358 m); section à virage limité à 80 km/h sur 4 km jusqu'à  155
- 155 : Corvera ( RM-601 ),  Aire de service Puerto de la Cadena (sens Carthagène-Albacete)
- 156 (sens Albacete-Carthagène) : Baños y Mendigo,  Aire de service Baños y Mendigo (sens Albacete-Carthagène)
- 158  Échangeur autoroutier entre A-30 et  RM-19  : Balsicas, San Javier, Aéroport de Murcie-San Javier ( RM-19 ) + retour en 2x2 voies
- 161  Échangeur autoroutier entre A-30 et  RM-16  : Aéroport international de la région de Murcie ( RM-16 ),  Aire de service Lo Jurado (dans les deux sens)
- 164  Échangeur autoroutier entre A-30 et  RM-17   : Corvera - Los Martínez del Puerto - Aéroport international de la région de Murcie ( RM-17 )
- 165/166 : Valladolises
- 169/170 : Roldán - Balsapintada, Fuente Álamo +  Aire de service Garceran (dans les deux sens)
- 171  Échangeur autoroutier entre A-30 et RM-2 : Alhama de Murcia, Fuente Álamo (RM-2) - El Albujón, Lobosillo ( N-301 ) - Torre Pacheco, Los Alcázares ( RM-F14 )
- 176/177 : Pozo Estrecho, El Algar ( RM-311 )
- 180 : Santa Ana, El Albujón, Miranda ( N-301 ) - La Aljorra ( RM-602 )
- 180/181  Échangeur autoroutier entre A-30 et AP-7 : Vera, Almería, Alicante, La Manga
- 184/185 : Los Barreros, La Palma, Carthagène-nord
- 189/190  Échangeur autoroutier entre A-30,  CT-34  et  CT-32  : Port d'Escombreras ( CT-34 ) - La Manga, Aéroport de Carthagène, Alicante AP-7 ( CT-32 )
- 191 (sauf depuis et vers Murcie via l'A-30) : Torreciega
- 192  Échangeur autoroutier entre A-30 et  CT-33  (de et vers Albacete) : Carthagène, Port de Carthagène ( CT-33 )
- Entrée dans Carthagène, fin de l'A-30

### Référence
- Nomenclature